# Pawłowo (Olsztynek)
Pawłowo (deutsch Paulsgut) ist ein Dorf in der polnischen Woiwodschaft Ermland-Masuren. Es gehört zur Gmina Olsztynek (Stadt- und Landgemeinde Hohenstein i. Ostpr.) im Powiat Olsztyński (Kreis Allenstein).

## Geographische Lage
Pawłowo im Nordwesten des Ganshorner Sees (polnisch Jezioro Gąsiorowskie) gelegen, liegt im südlichen Westen der Woiwodschaft Ermland-Masuren, 27 Kilometer südöstlich der früheren Kreisstadt Osterode in Ostpreußen (polnisch Ostróda) bzw. 29 Kilometer südwestlich der heutigen Kreismetropole und Woiwodschaftshauptstadt Olsztyn (deutsch Allenstein). In der Dorfmitte liegt ein rund 2000 m3 großer Weiher.

## Geschichte
Der Ort Pawelsgut (nach 1410 Paulsguth, nach 1820 Paulsgut) wurde nach seinem Gründer genannt und 1351 erstmals urkundlich erwähnt. 1874 kam das Dorf zum Amtsbezirk Hohenstein i. Ostpr.-Land (polnisch Olsztynek) im Kreis Osterode in Ostpreußen.
298 Einwohner waren im Jahre 1910 in Paulsgut registriert. Ihre Zahl stieg bis 1933 auf 488 und belief sich 1939 auf 460. Die 460 Einwohner lebten 1939 in 107 Haushalten; 277 Einwohner arbeiteten in der Land- und Forstwirtschaft, 105 in Industrie und Handwerk, und 12 in Handel und Verkehr.
Aufgrund der Bestimmungen des Versailler Vertrags stimmte die Bevölkerung in den Volksabstimmungen in Ost- und Westpreußen am 11. Juli 1920 über die weitere staatliche Zugehörigkeit zu Ostpreußen (und damit zu Deutschland) oder den Anschluss an Polen ab. In Paulsgut stimmten 220 Einwohner für den Verbleib bei Ostpreußen, auf Polen entfielen keine Stimmen.
1945 wurde in Kriegsfolge das gesamte südliche Ostpreußen an Polen überstellt. Paulsgut erhielt die polnische Namensform „Pawłowo“ und ist heute mit dem Sitz eines Schulzenamts (polnisch Sołectwo) eine Ortschaft im Verbund der Stadt- und Landgemeinde Olsztynek (Hohenstein i. Ostpr.) im Powiat Olsztyński (Kreis Allenstein), bis 1998 der Woiwodschaft Olsztyn, seither der Woiwodschaft Ermland-Masuren – mit Sitz in Olsztyn (Allenstein) – zugehörig. Im Jahre 2011 zählte Pawłowo 247 Einwohner.

## Kirche
Bis 1945 war Paulsgut in die evangelische Pfarrkirche Hohenstein (Ostpreußen) in der Kirchenprovinz Ostpreußen der Kirche der Altpreußischen Union, außerdem in die römisch-katholische Kirche Hohenstein im Bistum Ermland eingepfarrt.
Der kirchliche Bezug zu Olsztynek ist heute noch gegeben: zur katholischen Herz-Jesu-Stadtkirche im Dekanat Olsztynek des Erzbistums Ermland und zur evangelischen Kirchengemeinde, einer Filialgemeinde der Pfarrei Olsztyn in der Diözese Masuren der Evangelisch-Augsburgischen Kirche in Polen.

## Schule
Bereits vor 1900 hat es in Paulsgut eine Schule gegeben. Im Jahre 1916 errichtete man ein neues Schulgebäude, in dem zweiklassig unterrichtet wurde.

## Verkehr
Pawłowo ist der Endpunkt der von Lubawa (Löbau in Westpreußen) über Stębark (Tannenberg) kommenden Woiwodschaftsstraße 537, die hier in die Anschlussstelle „Grunwald“ der Schnellstraße 7 (Danzig–Warschau–Krakau) einmündet. Von Gąsiorowo Olsztyneckie (Ganshorn bei Hohenstein) führt eine Nebenstraße nach Paulsgut. Eine Anbindung an den Bahnverkehr besteht nicht.